# Habay
Habay là một đô thị của Bỉ. Đô thị này nằm ở tỉnh Luxembourg, vùng Wallonie, Bỉ.
Ngày 1 tháng 1 năm 2007, đô thị này có diện tích 103,64 km², có dân số 7.903 dân với mật độ dân số 76,3 người trên mỗi km².
Habay bao gồm các làng Anlier, Habay-la-Neuve (municipality council), Habay-la-Vieille, Hachy, Houdemont, Rulles, Harinsart, Marbehan.

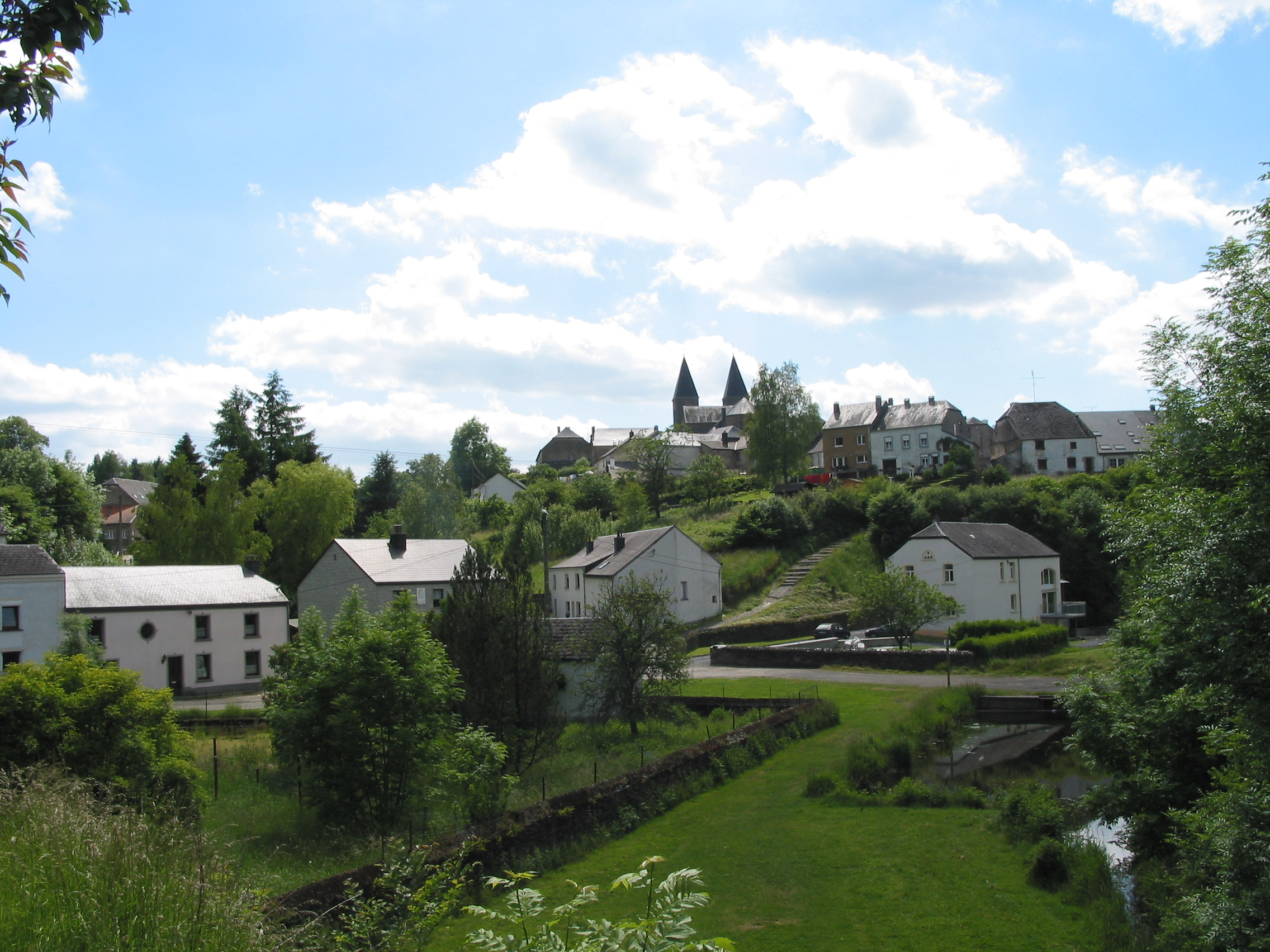
Habay tháng 6 năm 2005)